# Бабин (Ровненская область)
Ба́бин (укр. Бабин) — село в Ровненском районе Ровненской области Украины. Административный центр Бабинской сельской общины.

## История
В мае 1995 года Кабинет министров Украины утвердил решение о приватизации сахарного завода.
В июне 2000 года было возбуджено дело о банкротстве сахарного завода.
Население по переписи 2001 года составляло 2394 человека.
До 2020 года село входило в Гощанский район.
Население по данным 2024 года составляло 2275 человек.